# Villa Vogel
Villa Vogel si trova a Firenze in Via delle Torri all'interno dell'omonimo rione Le Torri posto nelle vicinanze di Legnaia e dell'Isolotto, facenti parte del quartiere 4. Fu donata al comune di Firenze dalla famiglia svizzera dei Vogel, che ne era proprietaria dagli inizi del novecento. Il parco è diventato un grande giardino pubblico e all'interno dell'edificio ci sono gli uffici del quartiere 4.

## Storia
La famiglia Capponi nel XIII secolo costruì in questo luogo una casa torre, il nucleo originario intorno al quale s'è formata la villa. In epoca rinascimentale intorno alla torre si formò la villa e il chiostro. Nel XVII secolo fu ampliata con il portico, la loggia sovrapposta e le volte a padiglione visibili al pian terreno. Nel XVIII secolo lungo via delle Torri fu costruita la cappella accanto al portale quattrocentesco.
La villa appartenne ai Capponi fino al 1776, subito dopo fu comprata dai Franceschi, e poi nel 1923 dai Vogel. 
Dal primo dopo guerra la villa fu praticamente abbandonata dalla famiglia che negli anni '80 la donò al comune che la restaurò completamente.